# Langlaufski
Ein Langlaufski ist ein Ski, der beim Skilanglauf verwendet wird.

## Aufbau
Im Unterschied zu einem Alpinski ist ein Langlaufski deutlich schmaler, oft nicht oder nur schwach tailliert, deutlich leichter und meist länger. Dies hat mehrere Gründe: Da ein Langläufer seine Bewegungsenergie vor allem aus seiner Körperkraft und nicht aus dem Gefälle des Berges bezieht, wirken deutlich geringere Kräfte, die eine leichtere Konstruktion ermöglichen. Zudem erfordert die Lauftechnik, dass der Ski ständig beschleunigt und abgebremst wird, was eine geringe Massenträgheit und damit ein geringes Gewicht notwendig macht. Da mit geringerer Geschwindigkeit und meist in vorgefertigten Loipen gelaufen wird, ist keine besondere Drehfreudigkeit nötig, darum kann der Ski länger sein, braucht nicht tailliert zu sein und besitzt keine Stahlkanten. Um die Reibung zu reduzieren, wird die Spur und damit der Ski schmal gehalten.
Günstige Langlaufski sind im Inneren ausgeschäumt, während teure Modelle Kasten- oder Wabenstrukturen aus Holz oder Kunststoff besitzen, welche bei gleicher Stabilität leichter sind.

## Länge
Die früheren ersten norwegischen Skier hatten eine Länge von 3,40 m. Die seit den 1990er Jahren verwendeten Laufskier orientieren sich an der Körpergröße des Sportlers (gleich groß oder größer) und müssen gleich lang sein. Die beste Länge ermittelt man nach einer Punktetabelle, die das Gewicht des Sportlers und die Zielgruppe (Langlauf, Abfahrt, Sprung) berücksichtigt. Einige Angaben für den Langlauf sind in der folgenden Tabelle zusammengestellt.
| Parameter               | Maße     | Bemerkung |
| ----------------------- | -------- | --- |
| Länge [cm]              | 140–220  | Klassisch: Jugendski 160–180, Erwachsene 180–220, Freie Technik: Jugendski 140–170, Erwachsene 170–190 |
| Schaufelbreite [mm]     | 47       | |
| Mittenmaß (Taille) [mm] | 43       | |
| Laufsohle               |          | 1–3 Führungsrillen. Siehe auch Skibelag |
| Masse [kg]              | 0,75–0,9 | |
| Material                |          | PUR-Spezialharz oder Glasfaser-Laminat mit PE-Belag, mehrschichtig; galt bis 1999; danach wurde ein Materialmix zugelassen; 1995 durch den Carbon air (Carbonfaser- und Glasfaser-Laminate mit Epoxidharzen beschichtet) der Thüringischen Firma Germina revolutioniert: diese Skier sind um ein Drittel leichter als die früheren, technisch in der Form optimiert und zeigen ein schönes Design |

Die Skier haben für die verschiedenen Techniken unterschiedliche Härte, sodass immer die geringste Reibung erreicht werden kann.

## Lauffläche
Ski für den klassischen Stil besitzen unter der Bindung eine Steigzone; davor und dahinter befindet sich eine Gleitzone. Der Ski ist derart geformt, dass beim Gleiten, wenn also der Langläufer mit beiden Ski auf dem Schnee steht, die Steigzonen den Schnee nicht berühren; wenn jedoch beim Abstoßen das Körpergewicht auf einen Ski verlagert wird, erreicht dessen Steigzone den Schnee und sorgt dafür, dass der Ski nicht zurückrutschen kann. Skatingski besitzen dagegen eine durchgehende Gleitzone auf der Lauffläche, da das Abstoßen seitlich mit den Kanten geschieht.
Die Gleitzone wird mit Gleitwachs behandelt, um die Reibung (Gleitreibung) zu verringern. Für die Steigzone gibt es mehrere Verfahren, um die Haftreibung zu erhöhen: Steigwachs, Schuppen (in unterschiedlicher Ausführung, z. B. als Mikroschuppen und mit unterschiedlichem Schliff), Fellstreifen oder auch Grip Tape.
Damit bei Ski für den klassischen Stil die Steigzone nur bei voller Belastung den Schnee berührt, muss der Ski auf das Gewicht des Sportlers abgestimmt sein. Zudem dürfen die Ski nicht längere Zeit mit einem Clip aneinander gepresst werden, weil dann die Spannung aus dem Profil verloren geht – die Steigzone setzt dann öfter auf und beeinträchtigt die Gleiteigenschaften.

## Schuhe

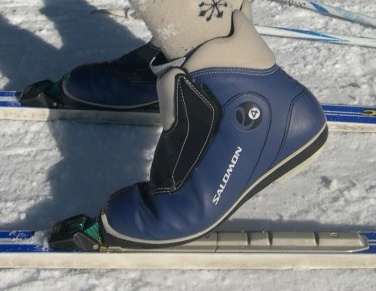
Skilanglaufschuh für Freizeitläufer (klassische Technik, Stand 1990)

Die Sohle der Langlaufschuhe ist je nach Einsatzgebiet unterschiedlich steif. Skatingschuhe weisen sehr feste Sohlen auf. Wettkampfschuhe für die klassische Technik haben hingegen sehr biegsame Sohlen, damit man mehr Gefühl für den Abdruck behält. An der Sohle befinden sich Einrichtungen für den Bindungsmechanismus. Alle weiteren Eigenschaften sind variabel; meist reichen Langlaufschuhe bis zum Knöchel, bestehen aus einem flexiblen Material (im Unterschied zu Alpinskistiefeln mit harter Kunststoffschale) und werden mit Schnürsenkel oder einem Drehschnürmechanismus festgezogen. Schnallen wie bei Alpinskistiefeln sind unüblich. Skatingschuhe haben zudem eine Verstärkung aus Kunststoff, welche den Knöchel bei der seitlichen Abdrückbewegung stabilisieren.

## Bindung
Prinzipiell ist der Schuh über die Skibindung nur mit der Spitze am Ski befestigt und vertikal beweglich, so dass sowohl der Fuß komplett auf dem Ski aufsitzen kann als auch (beim Abdrücken) die Ferse angehoben werden kann. Diese Befestigung wird bei den Herstellern auch Schnabelbindung genannt. Spezielle selbstauslösende Sicherheitsbindungen sind im Langlauf nicht im Einsatz. Im Internet gibt es eine Webseite, die die Entwicklung der Langlaufskier darstellt.

### SNS Profil und NNN

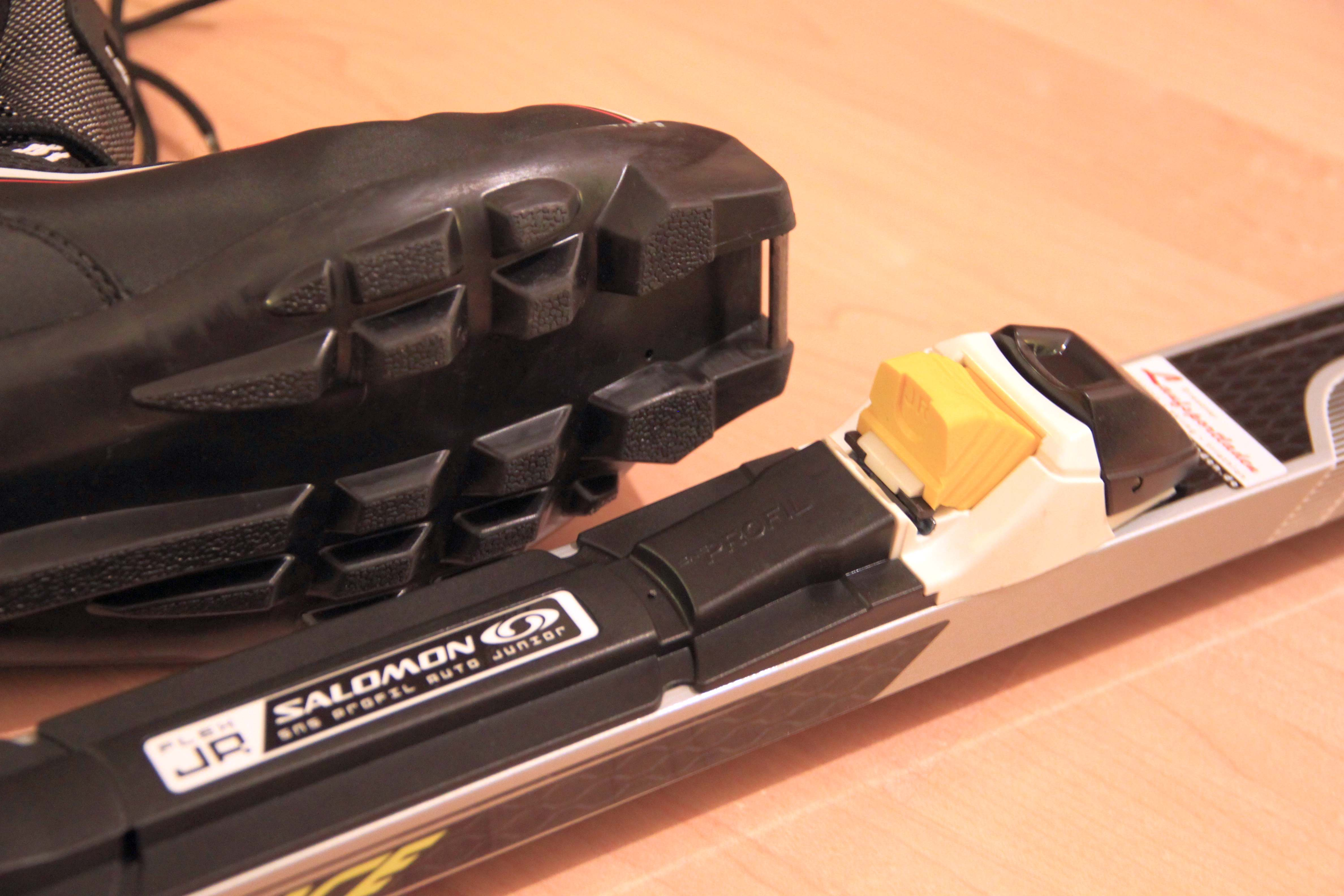
Die SNS-Profil-Bindung besitzt eine Metallachse, die in die Bindung einrastet.

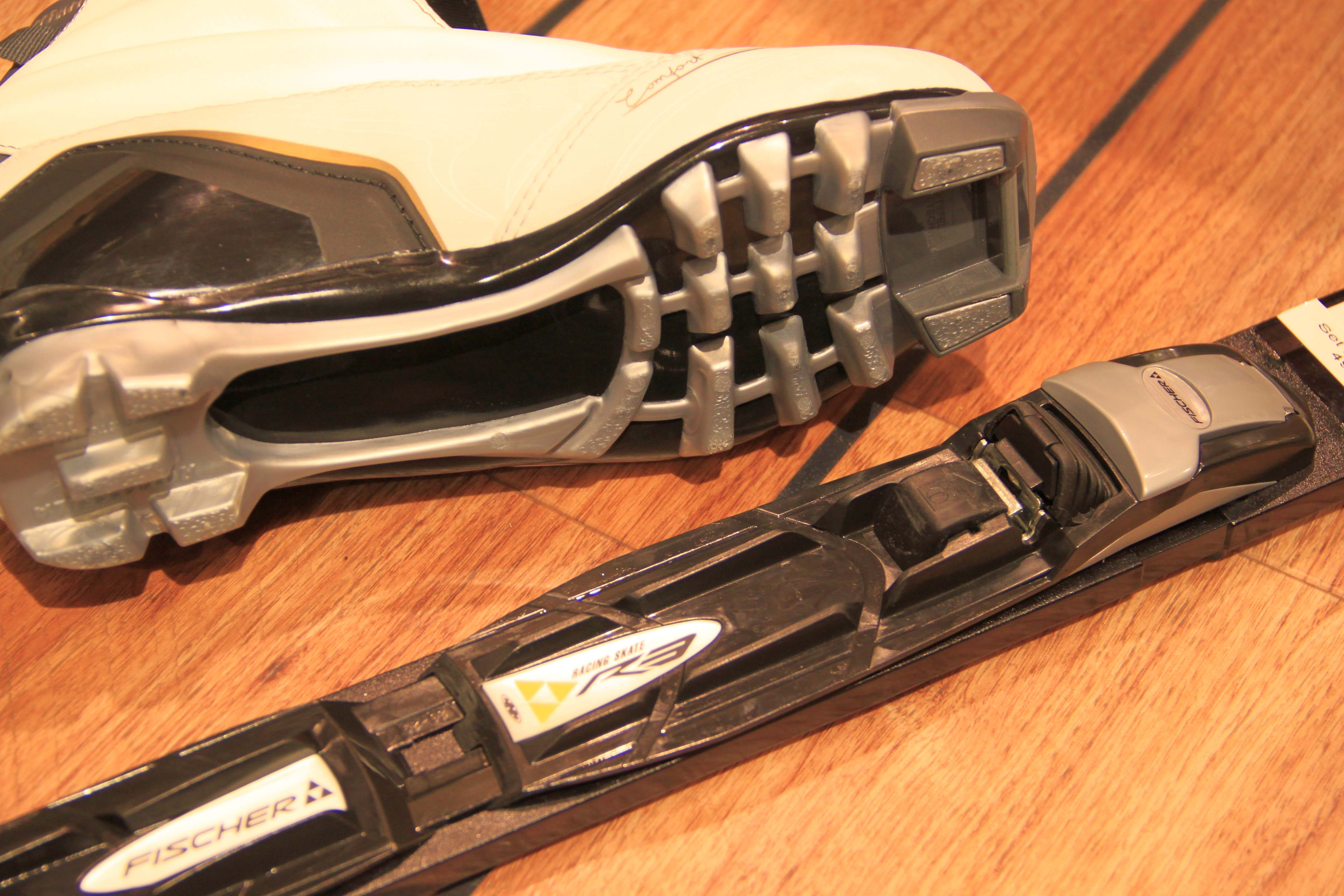
Die NNN-Bindung hat keinen Mittelsteg, sondern zwei Seitenstege.

In den 1980er Jahren entwickelten viele Firmen neue Bindungssysteme, die jedoch meist inkompatibel waren. Erst etwa um 1990 setzten sich zwei Systeme, das „SNS Profil“ (Salomon Nordic System) der Firma Salomon und „NNN“ (New Nordic Norm) der Firma Rottefella, als Standard durch. Bei beiden befindet sich vorne unter der Schuhspitze eine Metallachse, um die sich der Schuh in der Bindung dreht. Eine Art Druckfeder aus Gummi stellt den Ski unter den Fuß zurück. Diese beiden Systeme sind untereinander nicht kompatibel. Die SNS-Bindung hat einen breiten Mittelsteg, die NNN-Bindung ist durch zwei schmale Seitenstege erkennbar. Beide neuen Bindungssysteme besitzen im Unterschied zu alten Skibindungen eine von der Spitze bis zur Ferse durchgehende Schiene, welche den Schuh beim Aufsetzen gegen seitliche Kräfte stabilisiert. Dies ist nötig, weil die deutlich schmalere Bindung sonst stärkeren seitlichen Hebelkräften ausgesetzt wäre.
2017 haben sich fast alle Firmen auf die einheitliche NNN-Bindungsnorm geeinigt. Schuhe und Bindung sind jetzt untereinander kompatibel, werden aber unter unterschiedlichen Namen verkauft. Salomon und Atomic nennen das Bindungssystem PROLINK, bei Rossignol und Fischer heißt es TURNAMIC, Rottefella bleibt bei der Bezeichnung NNN.

### SNS Pilot

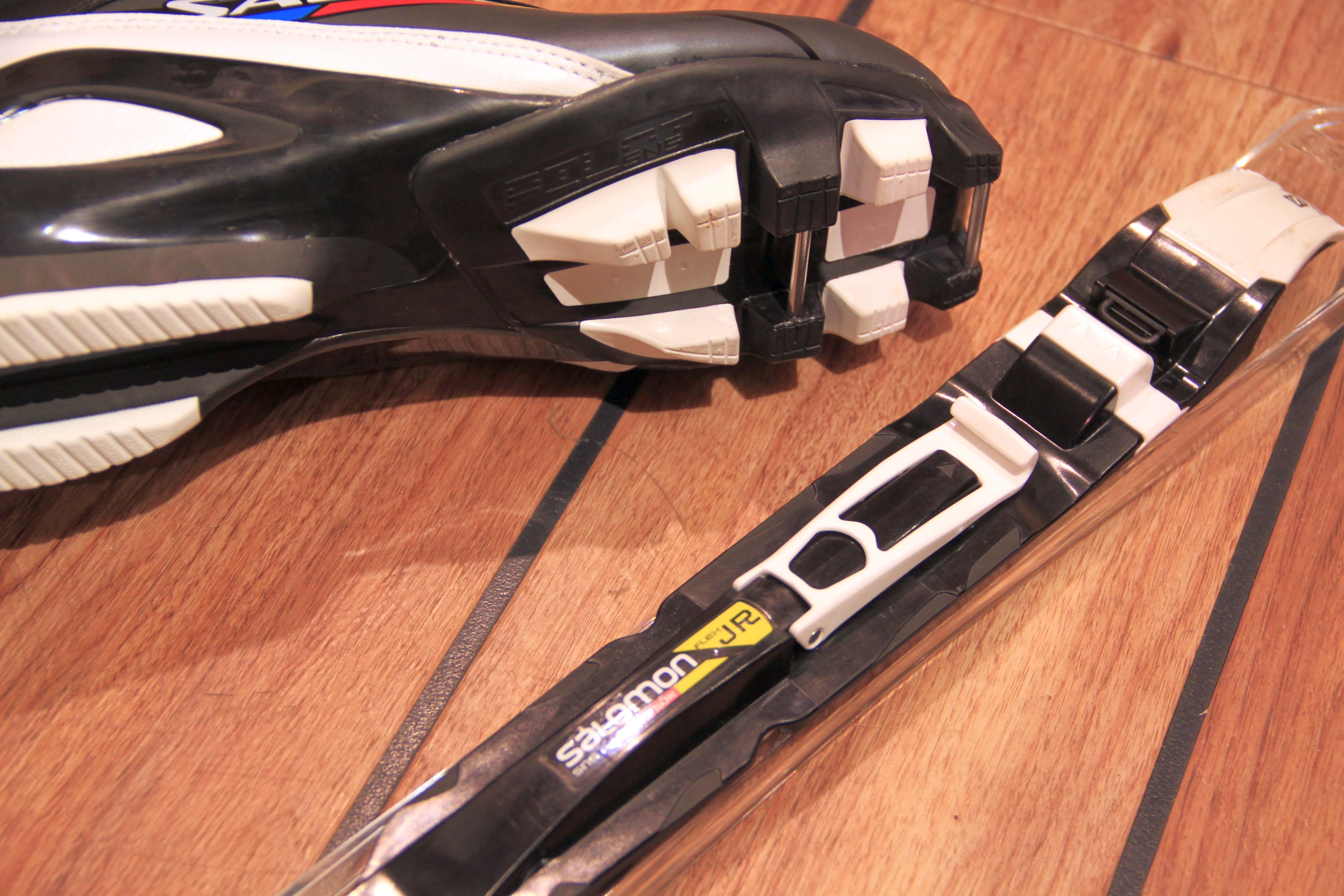
Die SNS-Pilot-Bindung nutzt eine zweite Metallachse im Schuh für eine Zugfeder (weiß) zur Stabilisierung.

Die seit 1999 erhältliche Skatingbindung SNS Pilot der Firma Salomon besitzt zudem eine zweite Metallachse im Mittelfußbereich, womit der Ski mittels einer Zugfeder aus Stahl unter den Fuß zurückgestellt wird. Diese Bindung bietet auch bei angehobenem Fuß eine bessere Stabilisierung gegen seitliche Kräfte, ist jedoch schwerer, störungsanfälliger und nicht abwärts mit bisherigen einachsigen Schuhen kompatibel. Allerdings sind die SNS Pilot-Schuhe zu SNS Profil-Bindungen abwärtskompatibel, da bei diesen Bindungen im Mittelsteig an Stelle der zweiten Metallachse eine Einkerbung vorhanden ist.

## Ältere Bindungsvarianten
Die Varianten sind untereinander nicht kompatibel.

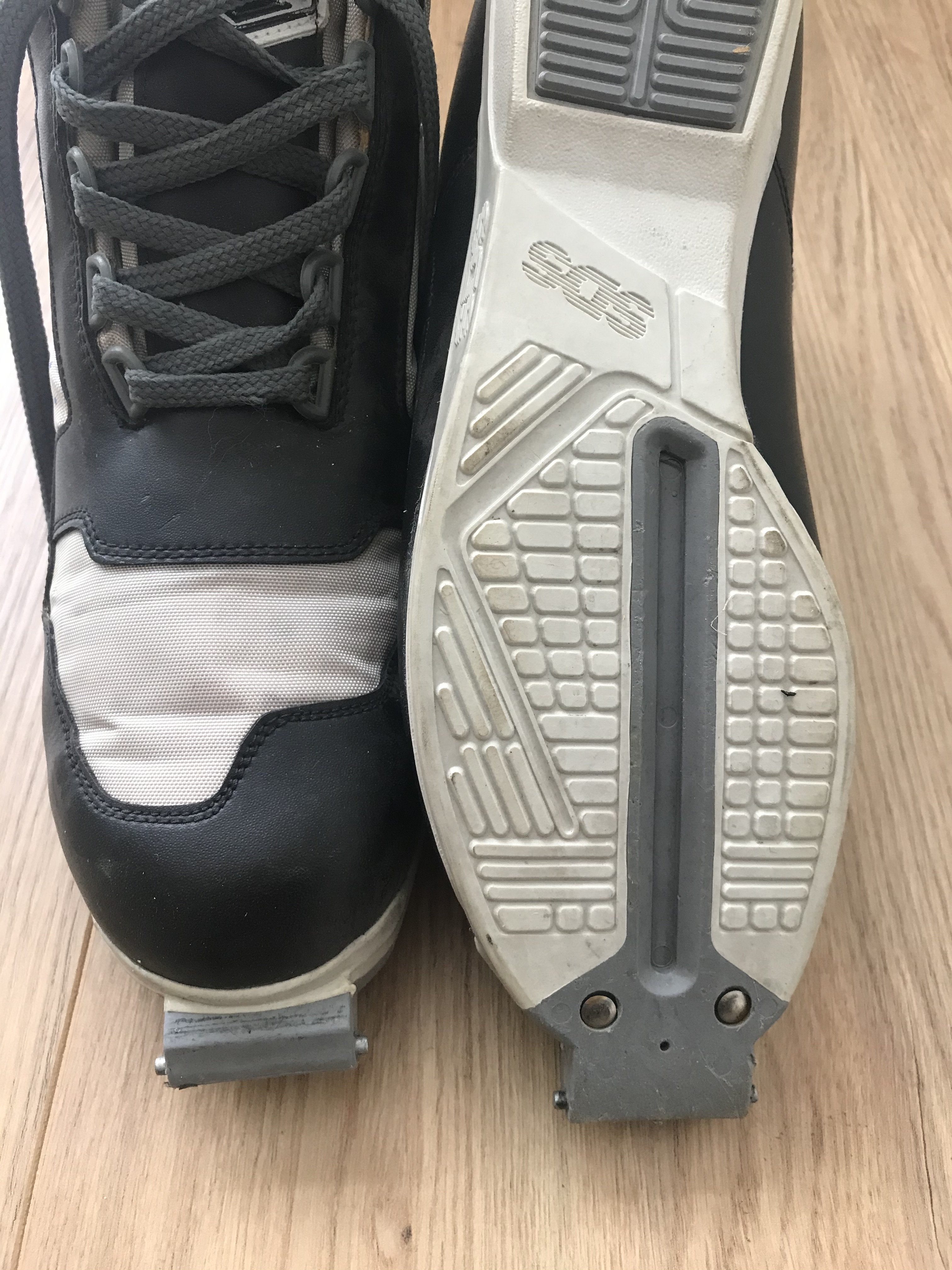
Schuh für Adidas SDS-Bindung
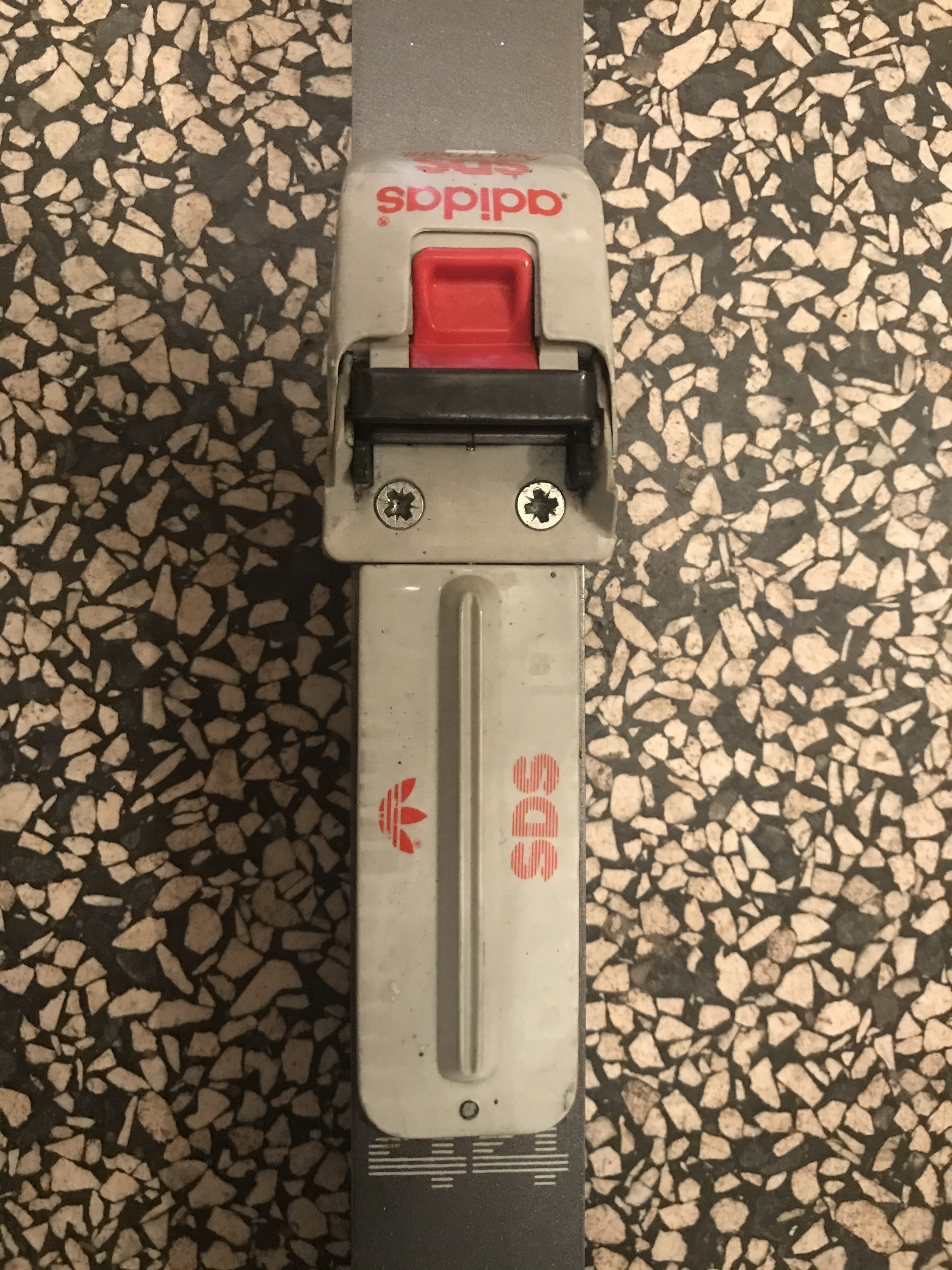
Adidas SDS-Bindung
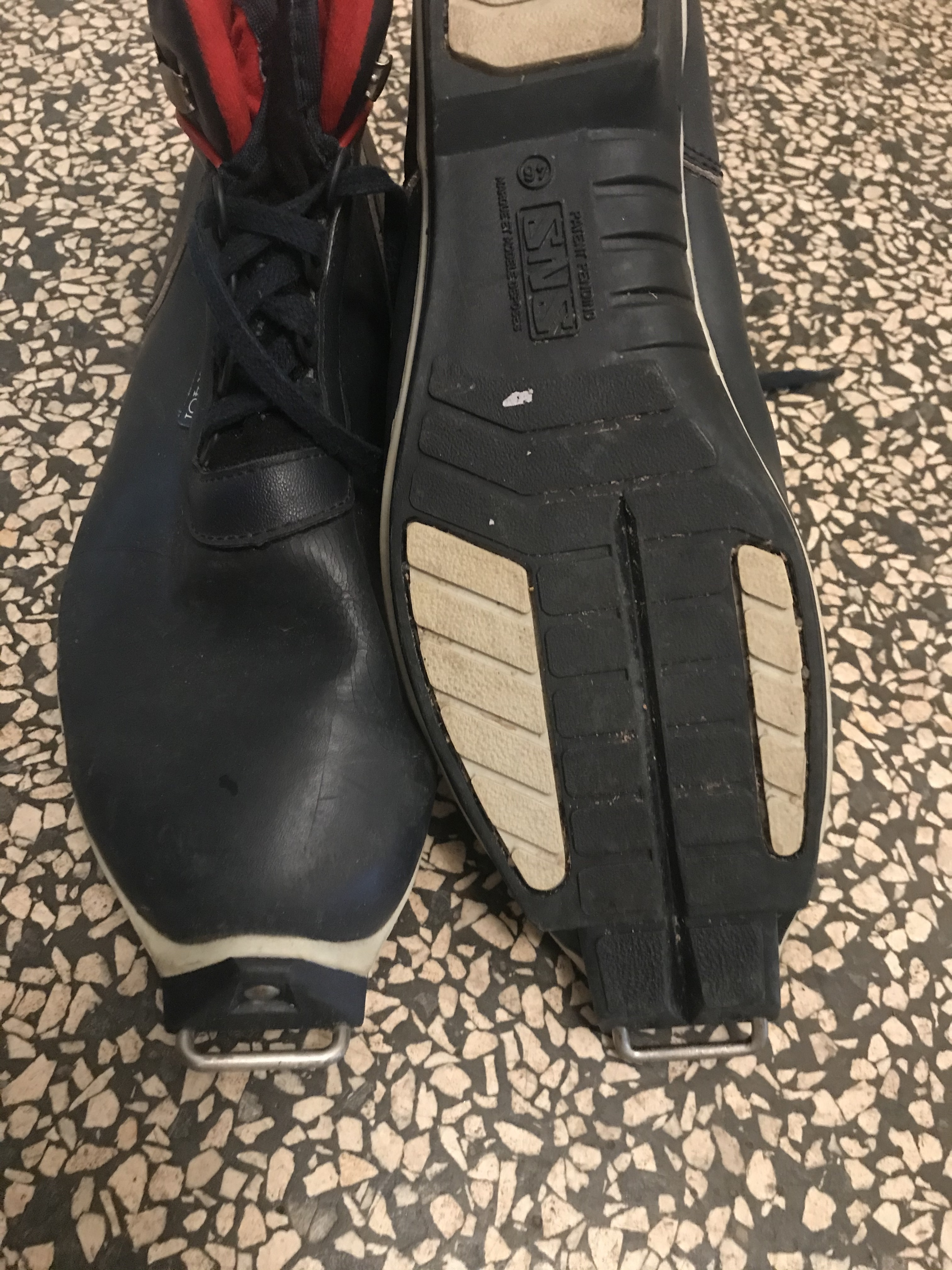
Schuh für altes SNS-Systems mit nur einer schmalen Führungsrille
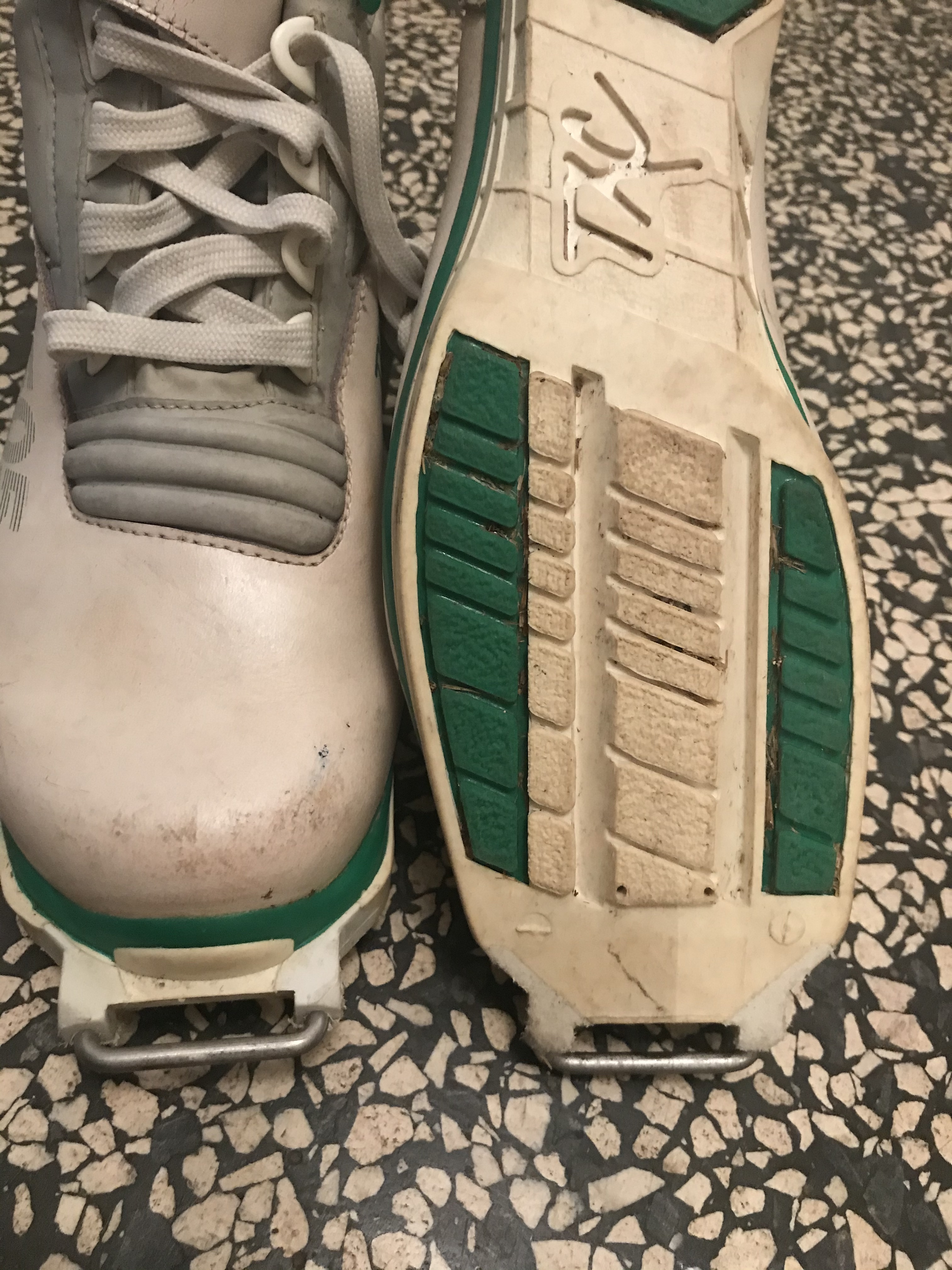
Schuh für TXC-Bindung mit zwei Führungsrillen
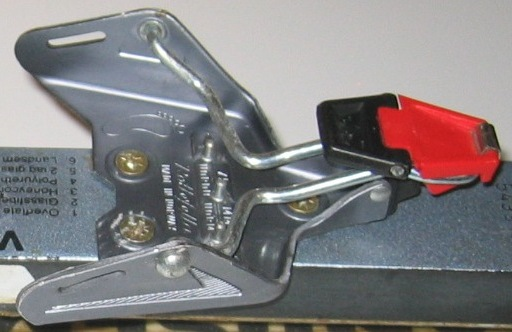
Nordic Norm (NN)-Bindung.

### Adidas SDS
An der Schuhspitze ist die Sohle verlängert und ca. 35 mm breit, dort verbaut ist eine Metallachse, welche auf beiden Seiten je ca. 3 mm vorsteht. Dies wird in die Bindung eingesetzt. Die Schuhsohle hat eine Mittelrille von ca. 5 mm Breite.

### SNS ältere Variante
An der Schuhspitze ist ein Metallbügel in breiter U-Form, 38 mm breit. Die Sohle hat nur eine schmale Mittelrille. Zum Vergleich: Die neuere Variante SNS-Profil hat eine eingesetzte Metallachse und eine sehr breite Mittelrille in der Sohle. Dieses System wurde von Anfang der 1980er bis Anfang der 1990er Jahre vertrieben. 

### Tyrolia TXC
An der Schuhspitze ist ein Metallbügel in breiter U-Form, 43 mm breit. Die Sohle hat hier zwei schmale Mittelrillen.

### NN – Nordic Norm
Bis Anfang der 1980er-Jahre war die Nordic Norm- oder Touring Norm-Bindung die am weitesten verbreitete Bindung für Langlaufski. Unterschieden wird zwischen NN 75- und NN 50-Bindungen mit 75 bzw. 50 mm Breite. Während diese Bindungsart in Skandinavien weiterhin vom Großteil der dortigen Skilangläufer genutzt wird, ist ihre Verbreitung in Deutschland wie in anderen mittel- und südeuropäischen Ländern im 21. Jahrhundert sehr gering.
Die Bindung besteht aus einer trapezförmigen Metallplatte mit drei Metallzapfen bzw. Dornen und nach oben gebogenen Seitenteilen. Die Zapfen fixieren zusammen mit einem klappbaren Bügel die vorn am Schuh befindliche, verbreiterte Lasche der Skischuhsohle. Da es keine metallene Drehachse gibt, erfolgt die Kippbewegung des Fußes relativ zum Ski ausschließlich über die Biegung des Schuhs, welche schneller zu Materialermüdung führt.
Für Ungeübte ist die etwas schwierigere Bedienung nachteilig – um die Bindung schließen zu können, muss die Schuhlasche sehr sauber in der Metallführung positioniert werden, um dann den Bügel mit dem Skistock herunterdrücken zu können. Im Gegenzug ist die Bindung äußerst robust und kann auf die bei den neueren Bindungen notwendigen langen Führungsleisten verzichten. Allerdings steht die Bindung seitlich über den Langlaufski hinaus. Deshalb kann besonders bei vereister Loipe die Bindung und auch der Schuh seitlich am Schnee bremsen.

## Stöcke
Das Material der Stöcke ist nicht vorgeschrieben. Die maximale Länge der Stöcke darf laut dem FIS-Regelwerk und der deutschen DWO bei Wettbewerben in freier Technik (Skating) nicht länger als die Körpergröße und in klassischer Technik nicht länger als 83 Prozent der Körpergröße der Sportler sein.
Als Empfehlung gilt, dass Stöcke für die klassische Technik bis knapp unter die Schulter gehen; Stöcke für die Freie Technik sollten bis zum Kinn reichen. In Zahlen ausgedrückt sollte die von der Stockspitze bis zum Eintrittspunkt der Schlaufe in den Griff gemessene Länge für die klassische Technik ca. 83 bis 84 Prozent der Körpergröße und für die Skating-Technik ca. 90 Prozent der Körpergröße betragen.
Als Material wird hauptsächlich Aluminium, Carbon oder Fiberglas verwendet.
Gegenüber den Alpinskistöcken sind Langlaufstöcke deutlich länger und nicht mit Sicherheitsschlaufen versehen. Wegen der geringeren Quer-, aber höheren Druckbelastung sind die Stöcke dünner, viel leichter, aber auch deutlich steifer.
Die Teller sind kleiner sowie asymmetrisch geformt, so dass die Spitze der nach hinten weisenden Stöcke sich auf der Unterseite befindet und somit bei Vorwärtsbewegung leicht aus dem Schnee herauskommt.

## Belege
1. ↑  Zeichnungen historischer Skibindungen; abgerufen am 29. Januar 2015.
2. ↑  Erklärung der Bindungen auf www.nordicskisource.com (Memento vom 6. Februar 2012 im Internet Archive).
3. ↑  Langlaufbindungen – eine Bindung für alle? Endlich eine einheitliche Norm für Sohle und Bindungen! Abgerufen am 27. Dezember 2020.
4. ↑  DWO, S. 70, Nr. 343.8.1
5. ↑  Materialverhalten bei Langlaufstöcken. Abgerufen am 8. Juli 2019 (deutsch).